# Rysensteen Gymnasium
Le Rysensteen Gymnasium est un gymnasium de Copenhague au Danemark.

## Histoire
L'école est créée en 1881 sous le nom de Laura Engelhardts Skole à Stormgade 16. En 1895, elle est déplacée à Rysensteensgade 3, et après avoir été reprise par la municipalité de Copenhague, est rebaptisée Rysensteen Gymnasium. En 1932, elle déménage à Tietensgade.
Au début des années 2000, elle obtient des nouvelles salles de classe dans les anciennes écuries de Kødbyen (en), pour l'exercice de la géographie, des arts visuels, de la chimie, de la biologie et de la physique. En 2002, le bâtiment principal est rénové et en 2003, une nouvelle salle de musique est construite.
En 2011, l'école a choisi de louer des salles de classe supplémentaires à Kødbyen en raison de contraintes d'espace. Les salles de classe sont situées à 7-8 minutes à pied du bâtiment principal de l'école,.

### Directeurs
- 1919-1931 : Maria Nielsen (1882-1931)
- 1931-1950 : Anne Marie Bo (1885-1972)
- 1950-1963 : Aagot Lading (1909-1963)
- 1963-1970 : Svend Atke (1910-1927)
- 1970-1994 : Birthe Christensen (1927-1944)
- 1994-1999 : Johannes Nymark (1944-1999)
- Depuis 1999 : Gitte Harding Transbøl

### Anciens élèves
- 1931 : Kirsten Auken (en) – médecin
- 1944 : Bodil Udsen – actrice
- 1955 : Ester Larsen – homme politique
- 1966 : Karen Jespersen – femme politique
- 1983 : Line Barfod - femme politique
- 1983 : Naser Khader – homme politique
- 1987 : Manu Sareen - homme politique et écrivain